# Qualicum River
Qualicum River är ett vattendrag i Kanada.   Det ligger i provinsen British Columbia, i den sydvästra delen av landet, 3 600 km väster om huvudstaden Ottawa. Qualicum River ligger vid sjön Shoreline Lake.
I omgivningarna runt Qualicum River växer i huvudsak blandskog. Runt Qualicum River är det ganska glesbefolkat, med 32 invånare per kvadratkilometer.